# Comrades Marathon
A Maratona dos Camaradas é uma ultramaratona de aproximadamente 89 km (55 mi)  que ocorre anualmente na província de KwaZulu-Natal da África do Sul entre as cidades de Durban e Pietermaritzburg . É a maior e mais antiga corrida de ultramaratona do mundo. O sentido da corrida se alterna a cada ano entre uma corrida "de subida" (87 km) a partir de Durban e a corrida "de descida" (agora 90,184 km) a partir de Pietermaritzburg.
Em 2019  o número de participantes foi limitado a 25.000 corredores e o processo de inscrição foi encerrado após uma semana. Os corredores sul-africanos constituem a maior parte dos inscritos, mas muitos participantes vêm do Reino Unido, Zimbábue, Índia, Estados Unidos, Brasil, Austrália, Botswana, Rússia e Suazilândia . Em todas as corridas, exceto três desde 1988, mais de 10.000 corredores completaram a corrida dentro das 11 ou 12 horas permitidas. Com o aumento da participação desde a década de 1980, tanto  os tempos médios de chegada para ambos os sexos, como a idade média dos finalistas aumentaram substancialmente.
A corrida não foi realizada de 1941 a 1945 devido à Segunda Guerra Mundial, e a edição presencial da corrida foi cancelada em 2020 e 2021 devido à pandemia de coronavírus .

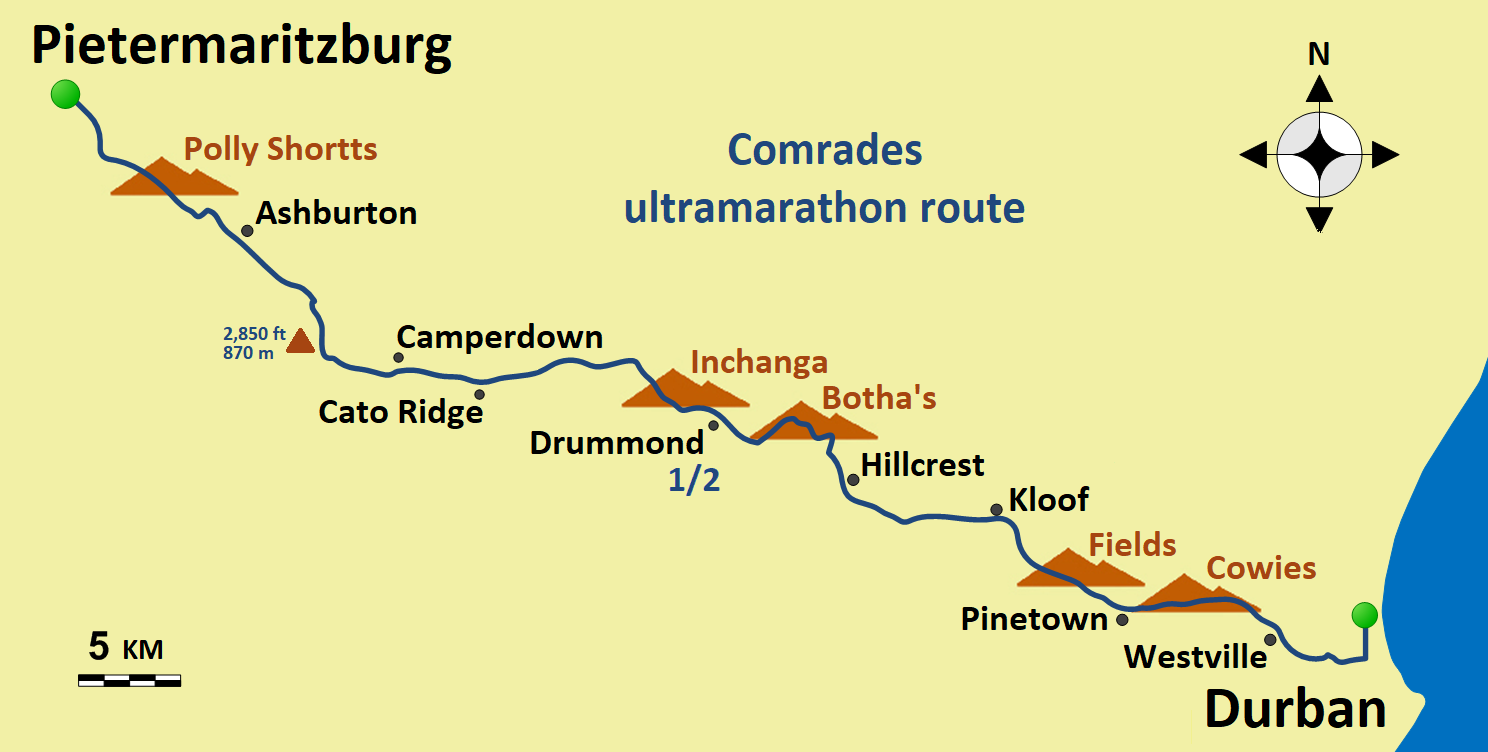
Percurso da ultramaratona

A corrida é disputada nas estradas da província de KwaZulu-Natal, marcadas pelo conjunto de colinas "The Big Five". Na corrida, eles aparecem na seguinte ordem: Cowies Hill, Fields Hill, Botha's Hill, Inchanga e Polly Shortts . O ponto mais alto da corrida, 870m (2.850 pés) acima do nível do mar, está situado próximo ao trevo da Rodovia Umlaas. Aproximadamente 40 postos  oficiais de hidratação ao longo do percurso são abastecidos com refrigerantes, sachês de água, sachês de bebidas energéticas, frutas, biscoitos, barras energéticas, batatas cozidas e outros refrescos. Cerca de oito postos de fisioterapia e primeiros socorros também estão localizados em pontos estratégicos.

## Regras
Os atletas têm atualmente 12 horas para concluir o percurso, estendido das 11 horas em 2003 (incluindo uma franquia especial de 12 horas no ano de 2000). O tempo limite original do Comrades de 1921 a 1927 também foi de 12 horas, reduzido para 11 horas em 1928. Existem vários pontos de corte ao longo das rotas que os corredores devem alcançar dentro de um tempo determinado ou serão forçados a desistir da corrida. Um corredor que completou nove maratonas com sucesso usa um número amarelo, enquanto aqueles que completaram dez corridas usam um número verde, permanentemente alocado ao corredor para todas as corridas futuras. Os corredores que participam da 20ª, 30ª e 40ª corridas também são indicados por números amarelos - formatados de forma diferente em anos diferentes.
As medalhas são concedidas a todos os corredores que concluírem o curso em menos de 12 horas. As medalhas são atualmente concedidas da seguinte forma:
- Antes de 2000, apenas medalhas de ouro, prata e bronze eram concedidas.
- A medalha Bill Rowan foi introduzida em 2000 e recebeu o nome do vencedor da primeira Maratona Comrades em 1921. O limite de tempo para esta medalha foi inspirado no tempo de vitória de Rowan em 1921 de 8h59min.
- Uma nova medalha de cobre, a medalha Vic Clapham (em homenagem ao fundador da corrida), foi adicionada em 2003. Esta medalha coincidiu com o aumento na alocação de tempo para completar o evento de sub 11hrs para sub 12hrs.
- A medalha Wally Hayward, em homenagem ao cinco vezes vencedor Wally Hayward, foi adicionada em 2007 para os corredores que terminaram em menos de 6 horas, mas fora das medalhas de ouro. Freqüentemente, há menos corredores ganhando uma medalha Wally Hayward do que aqueles ganhando uma medalha de ouro.
- Em 2019, a medalha Isavel Roche-Kelly (com o mesmo desenho da medalha Wally Hayward) foi introduzida para as mulheres que terminaram fora das medalhas de ouro, mas abaixo de 7h30min, eliminando efetivamente a medalha de prata para as mulheres. Isavel Roche-Kelly, de 20 anos, foi eleita  Desportista do Ano da UCT em 1980. Uma desconhecida no cenário do atletismo, Roche-Kelly incendiou as estradas naquele ano quando se tornou a primeira mulher a quebrar o 71⁄2 horas e vencer a Maratona Comrades em 7:18:00; bem abaixo do corte para medalha de prata de 7:30:00, e no processo quebrando o recorde feminino em mais de uma hora. No início daquele ano, ela também se tornou a terceira mulher na África a completar uma maratona em menos de três horas. Ela venceu a Comrades de 1981 em um tempo de 6:44:35 no ano seguinte. Três anos depois, ela morreu em um acidente de bicicleta em sua terra natal, a Irlanda do Norte, aos 24 anos.